# Троичен
Трои́чен (ст.‑слав. троичьнъ, др.-греч. τριῳδικόν) — в православном богослужении то или иное песнопение: стихира, или тропарь, или седален — в честь Святой Троицы.

## Троичны песни
Находятся в приложении Октоиха, в приложении Триоди постной, в Ирмологии и в Типиконе (глава 58), обычно вместе со светильными восьми гласов.
Тро́ичны исполняются на утрени когда поется «Аллилуиа» вместо «Бог Господь…». В этом случае после «аллилуйи» по гласу Октоиха выбираются три троичных тропаря:
| Глас 1-й: | Чтец: «Плотски́ми образова́нии Безпло́тных сил к мы́сленному и невеще́ственному возводи́ми уму́ и Трисвято́ю пе́снию Триипоста́снаго Божества́ прие́млюще сия́ние, херуви́мски возопии́м Еди́ному Бо́гу» Хор: «Свят, Свят, Свят еси́, Бо́же наш…» | Чтец: «Сла́ва Отцу́ и Сы́ну и Свято́му Ду́ху. Со все́ми Небе́сными си́лами херуви́мски Су́щему в Вы́шних возопии́м, трисвяту́ю возсыла́юще хвалу́» Хор: «Свят, Свят, Свят еси́, Бо́же наш, моли́твами всех святы́х Твои́х поми́луй нас.»                                                                | Чтец: «И ны́не и при́сно и во ве́ки веко́в. Ами́нь. Воста́вше от сна, припа́даем Ти, Бла́же, и А́нгельскую песнь вопие́м Ти, Си́льне» Хор: «Свят, Свят, Свят еси́, Бо́же, Богоро́дицею поми́луй нас.»                                                            |
| Глас 2-й: | Чтец: «Вы́шния си́лы подража́юще на земли́, побе́дную песнь прино́сим Ти, Бла́же» Хор: «Свят, Свят, Свят еси́, Бо́же наш…» | Чтец: «Сла́ва Отцу́ и Сы́ну и Свято́му Ду́ху. Несозда́нное Естество́, всех Зижди́телю, устне́ на́ша отве́рзи, я́ко да возвести́м хвалу́ Твою́, вопию́ще» Хор: «Свят, Свят, Свят еси́, Бо́же наш, моли́твами всех святы́х Твои́х поми́луй нас.»                                                           | Чтец: «И ны́не и при́сно и во ве́ки веко́в. Ами́нь. От одра́ и сна воздви́гл мя еси́, Го́споди, ум мой просвети́ и се́рдце, и устне́ мои́ отве́рзи, во е́же пе́ти Тя, свята́я Тро́ице» Хор: «Свят, Свят, Свят еси́, Бо́же, Богоро́дицею поми́луй нас.»                  |
| Глас 3-й: | Чтец: «Тро́ице Единосу́щная и Неразде́льная, Еди́нице Триипоста́сная и Соприсносу́щная, Тебе́, я́ко Бо́гу, А́нгельскую песнь вопие́м» Хор: «Свят, Свят, Свят еси́, Бо́же наш…»                                                              | Чтец: «Сла́ва Отцу́ и Сы́ну и Свято́му Ду́ху. Отца́ Безнача́льна, Сы́на Собезнача́льна, Ду́ха Соприсносу́щна, Божество́ Еди́но, херуви́мски славосло́вити дерза́юще, глаго́лем» Хор: «Свят, Свят, Свят еси́, Бо́же наш, моли́твами всех святы́х Твои́х поми́луй нас.»                                     | Чтец: «И ны́не и при́сно и во ве́ки веко́в. Ами́нь. Напра́сно Судия́ прии́дет, и коего́ждо дея́ния обнажа́тся, но стра́хом зове́м в полу́нощи» Хор: «Свят, Свят, Свят еси́, Бо́же наш, Богоро́дицею поми́луй нас.»                                                  |
| Глас 4-й: | Чтец: «У́мных Твои́х слуг приноси́ти сме́ртнии, песнь дерза́юще, глаго́лем» Хор: «Свят, Свят, Свят еси́, Бо́же наш…» | Чтец: «Сла́ва Отцу́ и Сы́ну и Свято́му Ду́ху. Я́ко чи́ни ны́не А́нгельстии на Небеси́ и стоя́ния стра́хом челове́ческая на земли́, побе́дную песнь прино́сим Ти, Бла́же» Хор: «Свят, Свят, Свят еси́, Бо́же наш, моли́твами всех святы́х Твои́х поми́луй нас.»                                            | Чтец: «И ны́не и при́сно и во ве́ки веко́в. Ами́нь. Безнача́льнаго Твоего́ Отца́ и Тебе́, Христе́ Бо́же, и Пресвята́го Твоего́ Ду́ха, херуви́мски славосло́вити дерза́юще, глаго́лем» Хор: «Свят, Свят, Свят еси́, Бо́же наш, Богоро́дицею поми́луй нас.»               |
| Глас 5-й: | Чтец: «Пе́нию вре́мя и моли́тве час, приле́жно возопии́м Еди́ному Бо́гу» Хор: «Свят, Свят, Свят еси́, Бо́же наш…» | Чтец: «Сла́ва Отцу́ и Сы́ну и Свято́му Ду́ху. Образова́ти дерза́юще У́мная Твоя́ во́инства, Тро́ице Безнача́льная, усты́ недосто́йными вопие́м» Хор: «Свят, Свят, Свят еси́, Бо́же наш, моли́твами всех святы́х Твои́х поми́луй нас.»                                                                   | Чтец: «И ны́не и при́сно и во ве́ки веко́в. Ами́нь. И́же в ложесна́ Деви́ческая вмести́выйся и недр Оте́ческих не разлучи́выйся, со А́нгелы и нас, Христе́ Бо́же, приими́, вопию́щих Ти» Хор: «Свят, Свят, Свят еси́, Бо́же наш, Богоро́дицею поми́луй нас.»          |
| Глас 6-й: | Чтец: «Предстоя́ще со стра́хом Херуви́ми, ужаса́ющеся с тре́петом Серафи́ми, трисвяту́ю песнь прино́сят немо́лчным гла́сом. С ни́миже и мы вопие́м, гре́шнии» Хор: «Свят, Свят, Свят еси́, Бо́же наш…»                                        | Чтец: «Сла́ва Отцу́ и Сы́ну и Свято́му Ду́ху. Безпло́тными усты́, немо́лчными славословле́ньми шестокри́льнии вопию́т Ти трисвяту́ю песнь, Бо́же наш. И мы, и́же на земли́, недосто́йными усты́ хвалу́ Ти возсыла́ем» Хор: «Свят, Свят, Свят еси́, Бо́же наш, моли́твами всех святы́х Твои́х поми́луй нас.» | Чтец: «И ны́не и при́сно и во ве́ки веко́в. Ами́нь. Тро́ичныя Еди́ницы Божество́ неслия́нным соедине́нием сла́вим и а́нгельскую песнь вопие́м» Хор: «Свят, Свят, Свят еси́, Бо́же наш, Богоро́дицею поми́луй нас.»                                                 |
| Глас 7-й: | Чтец: «Вы́шнею си́лою херуви́мски воспева́емый и Боже́ственною сла́вою а́нгельски покланя́емый, приими́ и нас, су́щих на земли́, недосто́йными устна́ми хвале́ние Тебе́ возсыла́ющих» Хор: «Свят, Свят, Свят еси́, Бо́же наш…»                   | Чтец: «Сла́ва Отцу́ и Сы́ну и Свято́му Ду́ху. Я́ко сон, ле́ность отложи́вши, душе́, исправле́ние ко хвале́нию покажи́ Судии́ и со стра́хом возопи́й» Хор: «Свят, Свят, Свят еси́, Бо́же наш, моли́твами всех святы́х Твои́х поми́луй нас.»                                                              | Чтец: «И ны́не и при́сно и во ве́ки веко́в. Ами́нь. Непристу́пному Божеству́ во Еди́нице Тро́ице серафи́мскую трисвяту́ю возсыла́юще хвалу́, со стра́хом возопии́м» Хор: «Свят, Свят, Свят еси́, Бо́же наш, Богоро́дицею поми́луй нас.»                              |
| Глас 8-й: | Чтец: «На Не́бо сердца́ иму́ще, А́нгельский подражаи́м чин и со стра́хом Судии́ припаде́м, побе́дную взыва́юще хвалу́» Хор: «Свят, Свят, Свят еси́, Бо́же наш…»                                                                             | Чтец: «Сла́ва Отцу́ и Сы́ну и Свято́му Ду́ху. Зре́ти Тебе́ не сме́юще Херуви́ми, летя́ще, зову́т со восклица́нием Боже́ственную песнь трисвята́го гла́са, с ни́миже и мы вопие́м Ти» Хор: «Свят, Свят, Свят еси́, Бо́же наш, моли́твами всех святы́х Твои́х поми́луй нас.»                                | Чтец: «И ны́не и при́сно и во ве́ки веко́в. Ами́нь. Сляца́еми мно́жеством прегреше́ний на́ших и не сме́юще воззре́ти на высоту́ Небе́сную, ду́шу с те́лом прекло́ньше, со А́нгелы песнь вопие́м Ти» Хор: «Свят, Свят, Свят еси́, Бо́же наш, Богоро́дицею поми́луй нас.» |

Хор к первому троичну всегда припевает окончание «Свят, Свят, Свят еси́, Бо́же наш…», и далее:
| В понеде́льник:        | «…предста́тельствы безпло́тных Твои́х поми́луй на́с.»              |
| Во вто́рник:           | «…моли́твами Предте́чи Твоего́ поми́луй на́с.»                     |
| В сре́ду же и в пято́к: | «…си́лою Креста́ Твоего́ сохрани́ на́с Го́споди.»                   |
| В четверто́к:          | «…моли́твами апо́стол Твои́х, и святи́теля Никола́я, поми́луй на́с.» |

Трое из этих троичных песен входят в состав ежедневных молитв утренних.

## См. также

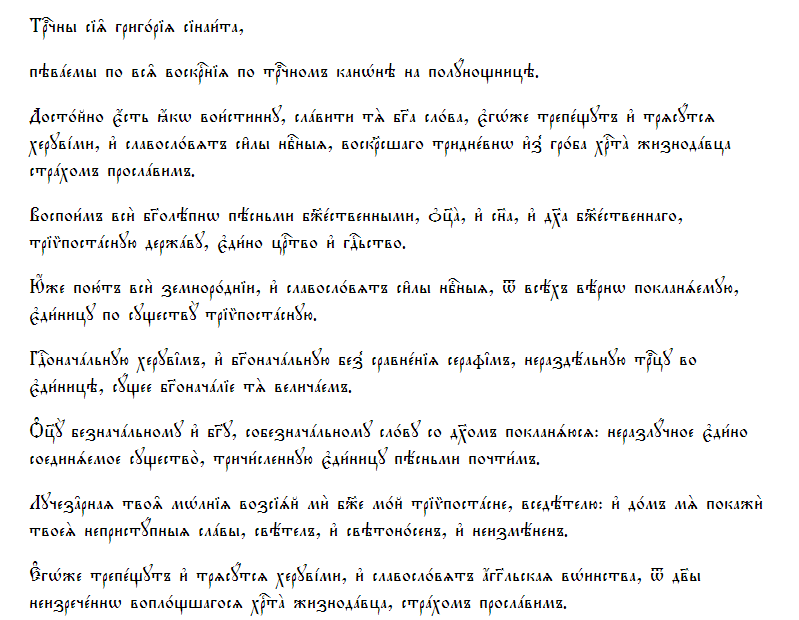
Троичны полунощницы воскресной из Часослова